# 岡義朗
岡 義朗（おか よしあき、1953年11月22日 - ）は、岡山県玉野市出身の元プロ野球選手（内野手）、野球指導者、野球解説者、デイリー評論家。

## 経歴
中学生になってから本格的に野球を始める。中学校では野球部と陸上部を掛け持ちし、陸上部の試合で棒高跳びに出て県記録を持っていた。岡山東商2年時の1970年に遊撃手として夏の甲子園に出場したが、2回戦で滝川高校に敗れた。翌1971年の夏の甲子園に2年連続出場。準決勝に進出したが、この大会で優勝した桐蔭学園の大塚喜代美投手に抑えられ、2-5で敗退した。同年秋の和歌山黒潮国体にも出場。決勝で松本匡史のいた報徳学園を破り初優勝を飾る。高校の1学年上のチームメートに右翼手の守岡茂樹が、同学年には控え投手で阪急ブレーブス入りしたケネス・ハワード・ライトがいる。
1971年のドラフト会議5位で広島東洋カープに入団。1年目から遊撃手として一軍に上がるが、層の厚かった野手陣の中でレギュラー定着はできず、主に終盤の守備固めでの起用が多かった。1979年の近鉄バファローズとの日本シリーズでは4試合に守備固めで左翼手として出場。第4戦では8回に打席に立つが、橘健治の前に三飛に終わる。
1980年、杉田久雄との交換トレードで南海ホークスに移籍。同年8月から中堅手、二番打者に起用され、20試合に先発出場を果たす。1981年にはシーズン中盤に定岡智秋が欠場したため、主に遊撃手として35試合に先発出場。その後は主として守備固めや代走として起用された。1984年に金銭トレードにて阪神タイガースに移籍し、翌1985年限りで現役引退。
内外野どこでも守れる守備のスペシャリストであり、特に外野守備に優れ、1979年4月7日、広島市民球場での対阪神戦で掛布雅之の放った本塁打性の打球をフェンスによじ登りもぎ取ったプレーから「塀際の魔術師」「守備の切り札」の異名をとるまでに至った。「江夏の21球」の際も守備固めで出場し左翼を守っていた。
引退後は、1986年から1989年まで広島内野守備走塁コーチ、1990年から1995年まで阪神内野守備走塁コーチ、1996年から1998年まで阪神スコアラーを務め、1999年から2001年までラジオ大阪の野球解説者（2001年はデイリースポーツ野球評論家を兼任）を挟んで、2002年・2003年にオリックス・ブルーウェーブ一軍外野守備走塁コーチ（一塁ベースコーチ）を務め谷佳知の盗塁王をアシストした。2004年から2008年は広島二軍内野守備走塁コーチ兼「大野寮」の寮長、2009年からは現役時代1984年から2年間同僚で親交が深い監督真弓明信の下で 阪神一軍野手チーフコーチに就任し2011年限りで辞任。
2012年からは野球解説者・評論家に復帰し、Tigers-aiとサンテレビジョン、デイリースポーツなどに出演・執筆している。テレビ中継では、オリックス戦の解説も多い。

## 詳細情報

### 年度別打撃成績
| 年 度      | 球 団      | 試 合 | 打 席 | 打 数 | 得 点 | 安 打 | 二 塁 打 | 三 塁 打 | 本 塁 打 | 塁 打 | 打 点 | 盗 塁 | 盗 塁 死 | 犠 打 | 犠 飛 | 四 球 | 敬 遠 | 死 球 | 三 振 | 併 殺 打 | 打 率 | 出 塁 率 | 長 打 率 | O P S |
| ---------- | ---------- | ----- | ----- | ----- | ----- | ----- | -------- | -------- | -------- | ----- | ----- | ----- | -------- | ----- | ----- | ----- | ----- | ----- | ----- | -------- | ----- | -------- | -------- | ----- |
| 1972       | 広島       | 3     | 5     | 4     | 0     | 0     | 0        | 0        | 0        | 0     | 0     | 0     | 0        | 0     | 0     | 0     | 0     | 1     | 2     | 0        | .000  | .200     | .000     | .200  |
| 1973       | 広島       | 1     | 0     | 0     | 0     | 0     | 0        | 0        | 0        | 0     | 0     | 0     | 0        | 0     | 0     | 0     | 0     | 0     | 0     | 0        | ----  | ----     | ----     | ----  |
| 1974       | 広島       | 2     | 0     | 0     | 0     | 0     | 0        | 0        | 0        | 0     | 0     | 0     | 0        | 0     | 0     | 0     | 0     | 0     | 0     | 0        | ----  | ----     | ----     | ----  |
| 1975       | 広島       | 2     | 0     | 0     | 0     | 0     | 0        | 0        | 0        | 0     | 0     | 0     | 0        | 0     | 0     | 0     | 0     | 0     | 0     | 0        | ----  | ----     | ----     | ----  |
| 1976       | 広島       | 52    | 11    | 10    | 3     | 2     | 0        | 1        | 0        | 4     | 1     | 2     | 2        | 0     | 0     | 1     | 0     | 0     | 3     | 0        | .200  | .273     | .400     | .673  |
| 1978       | 広島       | 49    | 2     | 1     | 8     | 0     | 0        | 0        | 0        | 0     | 0     | 2     | 2        | 0     | 0     | 1     | 0     | 0     | 1     | 0        | .000  | .500     | .000     | .500  |
| 1979       | 広島       | 97    | 21    | 20    | 12    | 3     | 1        | 0        | 0        | 4     | 0     | 4     | 4        | 1     | 0     | 0     | 0     | 0     | 6     | 0        | .150  | .150     | .200     | .350  |
| 1980       | 南海       | 49    | 97    | 80    | 13    | 20    | 0        | 0        | 0        | 20    | 5     | 7     | 3        | 11    | 1     | 5     | 0     | 0     | 10    | 1        | .250  | .294     | .250     | .544  |
| 1981       | 南海       | 96    | 124   | 111   | 19    | 24    | 5        | 0        | 2        | 35    | 10    | 4     | 3        | 8     | 1     | 4     | 0     | 0     | 13    | 4        | .216  | .243     | .315     | .559  |
| 1982       | 南海       | 78    | 15    | 13    | 8     | 1     | 0        | 0        | 0        | 1     | 0     | 4     | 4        | 1     | 0     | 1     | 0     | 0     | 4     | 0        | .077  | .143     | .077     | .220  |
| 1983       | 南海       | 62    | 17    | 15    | 7     | 4     | 0        | 0        | 0        | 4     | 2     | 4     | 2        | 1     | 0     | 1     | 0     | 0     | 0     | 0        | .267  | .313     | .267     | .579  |
| 1984       | 阪神       | 27    | 6     | 3     | 4     | 0     | 0        | 0        | 0        | 0     | 1     | 0     | 1        | 1     | 0     | 2     | 0     | 0     | 1     | 0        | .000  | .400     | .000     | .400  |
| 通算：12年 | 通算：12年 | 518   | 298   | 257   | 74    | 54    | 6        | 1        | 2        | 68    | 19    | 27    | 21       | 23    | 2     | 15    | 0     | 1     | 40    | 5        | .210  | .256     | .265     | .521  |

### 記録
- 初出場・初先発出場：1972年9月23日、対ヤクルトアトムズ20回戦（広島市民球場）、8番・遊撃手で先発出場
- 初安打：1976年7月10日、対大洋ホエールズ11回戦（広島市民球場）、7回裏に根本隆から
- 初盗塁：1976年7月12日、対大洋ホエールズ13回戦（広島市民球場）、8回裏に二盗（投手：渡辺秀武、捕手：福島久晃）
- 初打点：1976年7月28日、対大洋ホエールズ15回戦（広島市民球場）、8回裏に鵜沢達雄から適時三塁打
- 初本塁打：1981年8月4日、対阪急ブレーブス後期3回戦（岡山県野球場）、3回表に白石静生からソロ

### 背番号
- 46 （1972年 - 1973年）
- 45 （1974年 - 1980年途中）
- 32 （1980年途中 - 1983年）
- 2 （1984年 - 1985年）
- 70 （1986年 - 1989年）
- 75 （1990年 - 1995年）
- 86 （2002年 - 2003年）
- 74 （2004年 - 2008年）
- 82 （2009年 - 2011年）

## 関連情報

### 出演番組
- スカイA スタジアム
- サンテレビボックス席

### 過去の出演番組
- 近鉄バファローズナイター
- ラジオ大阪ドラマティックナイター

## 著書
- 『さらりーまんコーチ』（神戸新聞総合出版センター）